# Taça de Portugal de 2024–25
A Taça de Portugal de 2024-25 (também conhecida como Taça de Portugal Generali Tranquilidade por razões de patrocínio) foi a 85.ª edição da Taça de Portugal, a principal competição eliminatória do futebol português. Os vencedores qualificaram-se para a fase de liga da Liga Europa da UEFA de 2025-26. A Taça contou com a participação de 147 equipas. Nesta edição, competiram todas as equipas dos quatro primeiros escalões do Sistema de ligas de futebol de Portugal - excluindo as equipas B, que não são elegíveis - juntamente com representantes das ligas e taças distritais do quinto escalão. A competição teve início a 7 de setembro de 2024, com os jogos da primeira volta que envolveram equipas do terceiro, quarto e quinto escalões, e terminou a 25 de maio de 2025 com a final no Estádio Nacional do Jamor. O FC Porto era o mais recente campeão, derrotando o Sporting CP por 2–1, após prolongamento, na final da Taça de Portugal de 2023–24. Contudo, e após vencerem as últimas três edições, foram eliminados na 4ª eliminatória desta edição pelo Moreirense por 2-1.

## Formato
Na 1.ª eliminatória participam 18 equipas da Liga 3, 52 equipas do Campeonato de Portugal, assim como 43 equipas distritais. Dentro destas equipas são sorteadas 39 que ficam isentas. Na 2.ª eliminatória, juntam-se aos 37 vencedores da 1.ª eliminatória e às 39 equipas isentas, as 16 equipas da Segunda Liga. Na 3.ª eliminatória entram os 18 clubes da Primeira Liga.
Todas as eliminatórias são disputadas numa só mão com exceção das meias-finais, que são disputadas a duas mãos, sempre com recurso a prolongamento e grandes penalidades, caso sejam necessários para desempate. Na 2.ª eliminatória as equipas da Segunda Liga não se podem defrontar e jogam sempre na qualidade de visitante, sendo que o mesmo se aplica para as equipas da Primeira Liga, na 3.ª eliminatória. A final é disputada num estádio definido pela FPF, tradicionalmente o Estádio Nacional do Jamor.
| Eliminatória     | Equipas ainda em prova | Participam nesta eliminatória | Vencedores da eliminatória anterior | Novas entradas | Liga                                                    |
| ---------------- | ---------------------- | ----------------------------- | ----------------------------------- | -------------- | ------------------------------------------------------- |
| 1.ª Eliminatória | 147                    | 113                           | -                                   | 113            | Liga 3 (18) Campeonato de Portugal (52) Distritais (43) |
| 2.ª Eliminatória | 110                    | 92                            | 37+39                               | 16             | Segunda Liga                                            |
| 3.ª Eliminatória | 64                     | 64                            | 46                                  | 18             | Primeira Liga                                           |
| 4.ª Eliminatória | 32                     | 32                            | 32                                  | -              | -                                                       |
| Oitavos-de-Final | 16                     | 16                            | 16                                  | -              | -                                                       |
| Quartos-de-Final | 8                      | 8                             | 8                                   | -              | -                                                       |
| Meias-Finais     | 4                      | 4                             | 4                                   | -              | -                                                       |
| Final            | 2                      | 2                             | 2                                   | -              | -                                                       |

## 1.ª Eliminatória
| I Liga  | II Liga | Liga 3  | Campeonato de Portugal | Distritais | Total     |
| ------- | ------- | ------- | ---------------------- | ---------- | --------- |
| 18 / 18 | 16 / 16 | 18 / 18 | 52 / 52                | 43 / 43    | 147 / 147 |

O sorteio da 1.ª e 2ª eliminatória realizou-se a 2 de agosto de 2024 na Cidade do Futebol, em Oeiras, e ditou os 37 embates da 1.ª eliminatória e as 39 equipas isentas, automaticamente apuradas para a 2.ª eliminatória.
Os jogos foram disputados nos dias 7, 8 e 15 de setembro de 2024. Participam nesta eliminatória equipas da Liga 3, do Campeonato de Portugal e das Distritais.
As equipas foram divididas em nove séries (A-I) de acordo com a sua posição geográfica. Apenas podiam ser sorteadas equipas da mesma série.
Isentas
As seguintes 39 equipas ficaram isentas de participar na 1.ª eliminatória (por sorteio):
| - Sporting da Covilhã (3) - Gondomar (CP) - 1º Dezembro (3) - Tocha (D) - Barreirense (CP) - CUF Barreiro (CP) - Camacha (CP) - Sandinenses (CP) - Desportivo Monção (D) - Académica de Coimbra SF (D) | - Lusitano de Évora (CP) - Trofense (3) - Peniche (CP) - Pevidém (CP) - Sintrense (CP) - Atlético Arcos (CP) - Tirsense (CP) - Oliveira do Hospital (3) - Fátima (CP) - Coimbrões (CP) | - Lagoa (CP) - Varzim (3) - Rabo de Peixe (D) - Elétrico (D) - Amora (CP) - Juventude Lajense (D) - Desportivo Lajense (D) - Castrense (D) - Olímpico Montijo (D) - Alcains (CP) | - Elvas (CP) - Atlético CP (3) - Pêro Pinheiro (CP) - Marinhense (CP) - Bragança (CP) - Alpendorada (CP) - Os Marialvas (CP) - Ferreiras (D) - Paredes (CP) |

Jogos
| 7 de setembro de 2024 Série G | U. Santarém (3)                        | 2 - 0               | (D) Sacavenense | Santarém, Portugal                                  |  |
| 11:00                         | - Leandro Alves 72' - Rúben Araújo 87' | [carece de fontes?] |                 | Estádio: Campo Chã das Padeiras Árbitro: João Pinho |  |

| 7 de setembro de 2024 Série D | Ovarense (D)      | 1 - 1 (pro.) (6 - 7 pen.) | (3) S. João Ver   | Ovar, Aveiro                                              |  |
| 14:30                         | - Luis Felipe 10' | [carece de fontes?]       | - João Victor 60' | Estádio: Estádio Marques da Silva Árbitro: Miguel Ribeiro |  |

| 7 de setembro de 2024 Série C | Rebordosa AC (CP)                                         | 3 - 0               | (D) Juventude de Gaula | Rebordosa, Paredes                                             |  |
| 15:00                         | - Dinis Djadjó (g.p.) 49' - Hudson 64' - Miguel Silva 75' | [carece de fontes?] |                        | Estádio: Complexo Desportivo de Azevido Árbitro: Bráulio Sousa |  |

| 7 de setembro de 2024 Série B | Machico (CP)                                            | 3 - 0               | (D) Macedo de Cavaleiros | Machico, Madeira                                    |  |
| 15:00                         | - Graça 32' - Francisco Aguilar 41' - Paulo Andrade 69' | [carece de fontes?] |                          | Estádio: Estádio de Machico Árbitro: Daniel Martins |  |

| 7 de setembro de 2024 Série D | Ginásio Figueirense (C.Rodrigo) (D) | 0 - 5               | (3) AD Sanjoanense                                                                   | Figueira de Castelo Rodrigo, Guarda                                           |  |
| 17:00                         |                                     | [carece de fontes?] | - Fernando Loureiro 8' - André Liberal 41, 79' - Gonçalo Semedo 66' - João Couto 87' | Estádio: Estádio Municipal de Figueira de Castelo Rodrigo Árbitro: André Neto |  |

| 7 de setembro de 2024 Série E | Guarda FC (CP)                                                                              | 5 - 4 (pro.)        | (D) CD Estrreja                                                     | Guarda, Portugal                                       |  |
| 17:00                         | - Sérgio Santos 10, 50' - Silvano Nagana 77' - Alexsander Soares 81' - Jovane Camará 105+1' | [carece de fontes?] | - Alexandre Sala 21' - André Duarte (g.p.) 53, 67' - Ricardinho 55' | Estádio: Estádio Municipal da Guarda Árbitro: Tiago Sá |  |

| 7 de setembro de 2024 Série D | Lusitânia de Lourosa (3)                         | 2 - 1               | (CP) U. Lamas       | Lourosa, Santa Maria da Feira                                   |  |
| 17:30                         | - Miguel Pereira (g.p.) 49' - Marcos Valente 66' | [carece de fontes?] | - Emanuel Alves 78' | Estádio: Estádio do Lusitânia de Lourosa FC Árbitro: João Pinto |  |

| 7 de setembro de 2024 Série F | Académica OAF (3)                      | 2 - 0               | (CP) Benf. Castelo Branco | Coimbra, Portugal                                       |  |
| 20:00                         | - Khalid Hachadi 15' - Noah Santos 53' | [carece de fontes?] |                           | Estádio: Estádio Cidade de Coimbra Árbitro: Daniel Vale |  |

| 8 de setembro de 2024 Série G | Abrantes e Benfica (D) | 0 - 2               | (CP) Operário Lagoa                           | Abrantes, Santarém                                                |  |
| 11:00                         |                        | [carece de fontes?] | - Ricardo Carvalho 13' - Rafa Benevides 90+3' | Estádio: Estádio Municipal de Abrantes Árbitro: Pedro Contumelias |  |

| 8 de setembro de 2024 Série C | Leça FC (CP)                          | 2 - 2 (pro.) (1 - 3 pen.) | (CP) AD Marco 09                     | Matosinhos, Porto                                              |  |
| 11:00                         | - Pedro Martelo 46' - Garro López 85' | [carece de fontes?]       | - Luizinho 79' - Bruno Guimarães 88' | Estádio: Estádio do Leça Futebol Clube Árbitro: Hugo Cerqueira |  |

| 8 de setembro de 2024 Série E | União 1919 (CP)                                     | 2 - 2 (pro.) (4 - 2 pen.) | (CP) Beira-Mar                                         | Taveiro, Coimbra                                                    |  |
| 14:00                         | - Hugo Figueiredo (g.p.) 55' - Jefferson Ramos 108' | [carece de fontes?]       | - Carlos Silva 90+3' - Bernardo Dentinho (p.b.) 120+3' | Estádio: Estádio Municipal Sérgio Conceição Árbitro: João Veríssimo |  |

| 8 de setembro de 2024 Série A | GD Valpaços (D)                                       | 3 - 5               | (CP) Limianos                                                                 | Valpaços, Vila Real                                |  |
| 16:00                         | - Falcão 24' - Rian Oliveira 83' - Diego Oliveira 85' | [carece de fontes?] | - André Salvador 3', 16' - Reko Silva 38' - Zé Pedro 52' - Cláudio Dantas 55' | Estádio: Estádio da Cruz Árbitro: Hélder Gonçalves |  |

| 8 de setembro de 2024 Série B | Fafe (3)                 | 1 - 4               | (3) Amarante                                          | Fafe, Braga                                            |  |
| 16:30                         | - João Felipe (p.b.) 40' | [carece de fontes?] | - Dinho 12' - Ká Semedo 39', 45' - Faissal Zangré 56' | Estádio: Estádio Municipal de Fafe Árbitro: Marco Cruz |  |

| 8 de setembro de 2024 Série C | Aliança de Gandra (D)                     | 2 - 1 (pro.)        | (CP) SC Salgueiros | Gandra, Paredes                                                        |  |
| 17:00                         | - Rui da Costa 41' - Maurício (g.p.) 112' | [carece de fontes?] | - Jota Lopes 55'   | Estádio: Complexo Desportivo Cidade de Gandra Árbitro: Ricardo Martins |  |

| 8 de setembro de 2024 Série E | Vila Cortez (D)                               | 2 - 4 (pro.)        | (3) Anadia FC                                                                       | Vila Cortês do Mondego, Guarda                    |  |
| 17:00                         | - Miguel Santos (p.b.) 43' - Felipe Silva 63' | [carece de fontes?] | - Rodrigo Mathiola (g.p.) 19' - Yan Maranhão (g.p.) 87, 106' - Ulisses Oliveira 97' | Estádio: Estádio 3 de Maio Árbitro: Álvaro Santos |  |

| 8 de setembro de 2024 Série H | Fut. Benfica (D)                                                                  | 4 - 3 (pro.)        | (CP) Comércio e Indústria                                     | Lisboa, Portugal                                        |  |
| 17:00                         | - Edu Baltazar 19' - Rodrigo Pinto 75' - Miguel Barros 91' - Sebastião Kiala 103' | [carece de fontes?] | - João Tavira 5' - Omar Alani 60' - Miguel Barros (p.b.) 101' | Estádio: Estádio Francisco Lázaro Árbitro: André Mendes |  |

| 8 de setembro de 2024 Série B | Brito SC (CP)                  | 2 - 1               | (D) Maia Lidador   | Brito, Guimarães                                          |  |
| 17:00                         | - Rui Ferreira 47' - Roger 81' | [carece de fontes?] | - Pedro Santos 88' | Estádio: Parque de Jogos do Brito SC Árbitro: Bruno Costa |  |

| 8 de setembro de 2024 Série F | Ferreira do Zêzere (D)              | 2 - 0               | (D) Ac. Fundão | Ferreira do Zêzere, Santarém                                   |  |
| 17:00                         | - Tomás Antunes 39' - Rachide 90+3' | [carece de fontes?] |                | Estádio: Campo Eng.º Lopo de Carvalho Árbitro: Paulo Fernandes |  |

| 8 de setembro de 2024 Série G | Gavionenses (D) | 0 - 3               | (CP) Arronches e Benfica             | Gavião, Portalegre                                      |  |
| 17:00                         |                 | [carece de fontes?] | - Miguel Rosário 25', 50' - Paty 83' | Estádio: Estádio do Salgueirinho Árbitro: Josué Padeiro |  |

| 8 de setembro de 2024 Série H | São Roque (Açores) (D) | 1 - 2 (pro.)        | (3) Lusitânia dos Açores                  | Ponta Delgada, São Miguel, Açores                               |  |
| 17:00                         | - Miguel Rego 110'     | [carece de fontes?] | - Gonçalo Cabral 118' - Breno Pais 120+2' | Estádio: Campo de Jogos de São Roque Árbitro: João Pedro Afonso |  |

| 8 de setembro de 2024 Série I | Moncarapachense (CP)                    | 3 - 0               | (D) O Grandolense | Moncarapacho, Olhão                                              |  |
| 17:00                         | - Diogo Motty 5', 51' - Isaías Cruz 40' | [carece de fontes?] |                   | Estádio: Estádio Dr. António João Eusébio Árbitro: Gonçalo Ramos |  |

| 8 de setembro de 2024 Série A | Vieira (D)                | 2 - 0               | (D) Juv. Pedras Salgadas | Vieira do Minho, Braga                                              |  |
| 17:00                         | - André Carneiro 52', 72' | [carece de fontes?] |                          | Estádio: Estádio Municipal de Vieira do Minho Árbitro: Diogo Araújo |  |

| 8 de setembro de 2024 Série G | Caldas SC (3)       | 1 - 0               | (D) União da Serra | Caldas da Rainha, Leiria                      |  |
| 17:00                         | - Filipe Cascão 87' | [carece de fontes?] |                    | Estádio: Campo da Mata Árbitro: Rúben Martins |  |

| 8 de setembro de 2024 Série F | Vieirense (D)    | 1 - 4               | (CP) Sertanense                                                        | Vieira de Leiria, Marinha Grande                              |  |
| 17:00                         | - João Dinis 50' | [carece de fontes?] | - Mauro Santos 14', (g.p.) 47' - Ivo Nabais 32' - Miguel Gonçalves 55' | Estádio: Estádio Albano Tomé Feteira Árbitro: Patrick Marques |  |

| 8 de setembro de 2024 Série I | Louletano (CP)                                                   | 3 - 0               | (D) Esp. Lagos | Albufeira, Faro                                                |  |
| 17:00                         | - Chima James (g.p.) 25' - Gonçalo Pinto 43' - Eduardo Souza 85' | [carece de fontes?] |                | Estádio: Estádio Municipal de Albufeira Árbitro: Filipe Mestre |  |

| 8 de setembro de 2024 Série A | Maria da Fonte (D)               | 2 - 1               | (D) Cardielense      | Póvoa de Lanhoso, Braga                                 |  |
| 17:00                         | - José Vaz 11' - João Araújo 17' | [carece de fontes?] | - Rodrigo Vieira 82' | Estádio: Estádio dos Moinhos Novos Árbitro: Bruno Cunha |  |

| 8 de setembro de 2024 Série B | Vila Real (CP) | 0 - 0 (pro.) (3 - 1 pen.) | (CP) GD Joane | Vila Real, Portugal                              |  |
| 17:00                         |                | [carece de fontes?]       |               | Estádio: Campo do Calvário Árbitro: Wilson Alves |  |

| 8 de setembro de 2024 Série D | CD Cinfães (CP)                                 | 3 - 0               | (D) GD Resende | Cinfães, Viseu                                                          |  |
| 17:00                         | - Kaká 8' - Rúben Vale 47' - Mboulou Júnior 60' | [carece de fontes?] |                | Estádio: Estádio Municipal Prof. Cerveira Pinto Árbitro: Diogo Mesquita |  |

| 8 de setembro de 2024 Série I | Moura (CP)         | 1 - 0               | (D) GD Portel | Moura, Beja                                                     |  |
| 17:00                         | - João Pistelli 7' | [carece de fontes?] |               | Estádio: Estádio do Moura Atlético Clube Árbitro: Ricardo Bogas |  |

| 8 de setembro de 2024 Série A | Dumiense/CJP II (CP)      | 2 - 3               | (3) Vilaverdense FC                                         | Braga, Portugal                                    |  |
| 17:00                         | - Edu 46' - Leo Costa 52' | [carece de fontes?] | - Vasco Coelho 49' - Badra Camara 65' - Eduardo Barbosa 76' | Estádio: Campo Celestino Lobo Árbitro: Luís Filipe |  |

| 8 de setembro de 2024 Série A | Vianense (CP)                        | 2 - 1               | (D) FC Vinhais     | Viana do Castelo, Portugal                             |  |
| 17:00                         | - Moussa Diarra 6' - Rica Simões 13' | [carece de fontes?] | - Helton Gomes 77' | Estádio: Estádio Dr. José de Matos Árbitro: João Gomes |  |

| 8 de setembro de 2024 Série I | Praia Milfontes (D) | 0 - 5               | (CP) Serpa                                                                                            | Odemira, Beja                                                          |  |
| 17:00                         |                     | [carece de fontes?] | - Lucas Santana 3' - Gonçalo Dias 20' - Igor Costa 27' - Rivaldo Semedo 39' - Gonçalo Rosa (g.p.) 59' | Estádio: Estádio Municipal Dr. Justino dos Santos Árbitro: José Salema |  |

| 8 de setembro de 2024 Série E | GD Oliveira de Frades (D) | 0 - 3               | (CP) Mortágua FC                                     | Oliveira de Frades, Viseu                                               |  |
| 17:00                         |                           | [carece de fontes?] | - André Sena 4' - João Pais 59' - Franck Anoumou 62' | Estádio: Parque Desportivo de Oliveira de Frades Árbitro: Pedro Faceira |  |

| 8 de setembro de 2024 Série F | Pedrógão São Pedro (D) | 1 - 3               | (CP) Sp. Pombal                                       | Pedrógão de São Pedro, Penamacor                             |  |
| 17:00                         | - Deivison 77'         | [carece de fontes?] | - Bryan Rosa 32', 64' - Elivelton Borges (g.p.) 90+6' | Estádio: Estádio Tenente Manuel Morais Árbitro: Diogo Coelho |  |

| 8 de setembro de 2024 Série H | Sp. Viana Alentejo (D)       | 1 -2                | (3) Belenenses                           | Viana do Alentejo, Évora                                                |  |
| 17:00                         | - Bruny Almeida (g.p.) 90+4' | [carece de fontes?] | - Gabriel Passos 44' - Camilo Triana 51' | Estádio: Campo João Sousa Faria e Melo Público: 749 Árbitro: Hugo Silva |  |

| 8 de setembro de 2024 Série H | Madalena (D) | 0 - 2               | (CP) Estrela FC Vendas Novas              | Madalena, Pico, Açores                                      |  |
| 18:00                         |              | [carece de fontes?] | - Serginho (g.p.) 13' - Leonardo Chão 37' | Estádio: Estádio Municipal da Madalena Árbitro: Fábio Silva |  |

| 15 de setembro de 2024 Série C | GD Velense (D)    | 1 - 2               | (CP) SC Régua                        | Velas, São Jorge, Açores           |  |
| 18:00                          | - João Victor 74' | [carece de fontes?] | - Diogo Paixão 22' - Yerfin Lobo 81' | Estádio: Campo Municipal das Velas |  |

## 2ª eliminatória
| I Liga  | II Liga | Liga 3  | Campeonato de Portugal | Distritais | Total     |
| ------- | ------- | ------- | ---------------------- | ---------- | --------- |
| 18 / 18 | 16 / 16 | 17 / 18 | 44 / 52                | 15 / 43    | 110 / 147 |

Os jogos da 2ª eliminatória foram disputados a 20, 21 e 22 de setembro.
Jogos
| 20 de setembro de 2024 | 1º Dezembro (3)                           | 2 - 1               | (2) UD Oliveirense    | Queluz                                                             |  |
| 20:30                  | - Diogo Cardoso 85' - Tiago Rosário 90+5' | [carece de fontes?] | - Miguel Monteiro 34' | Estádio: Complexo Desportivo do Real SC Árbitro: Anzhony Rodrigues |  |

| 21 de setembro de 2024 | Anadia FC (3)                                          | 3 - 0               | (D) Rabo de Peixe | Anadia                                                                         |  |
| 11:00                  | - Yan Maranhão 12' - Patrick 40' - Daniel Carvalho 51' | [carece de fontes?] |                   | Estádio: Estádio Municipal Eng.º Sílvio Henriques Cerveira Árbitro: André Neto |  |

| 21 de setembro de 2024 | Vianense (CP)         | 1 - 3               | (2) Portimonense                                                 | Viana do Castelo                                           |  |
| 11:00                  | - Diogo Correia 90+1' | [carece de fontes?] | - Paulo Vitor 51' - Elijah Benedict 65' - Chico Banza (g.p.) 84' | Estádio: Estádio Dr. José de Matos Árbitro: Miguel Fonseca |  |

| 21 de setembro de 2024 | Pevidém SC (CP)                           | 2 - 1 (pro.)        | (2) Marítimo         | Pevidém                                                                    |  |
| 14:00                  | - João Marna 54' - Pedrinho (g.p.) 120+2' | [carece de fontes?] | - Euller Silva 90+6' | Estádio: Parque de Jogos Albano Martins Coelho Lima Árbitro: Márcio Torres |  |

| 21 de setembro de 2024 | CD Lajense (D)         | 0 - 1               | (D) Maria da Fonte | São Mateus, Pico                                       |  |
| 15:00                  | - Zé Pedro Lopes 90+5' | [carece de fontes?] | - João Araújo 44'  | Estádio: Campo Municipal Bom Jesus Árbitro: Rui Mónica |  |

| 21 de setembro de 2024 | Olímpico Montijo (D) | 1 - 2               | (2) CD Mafra                               | Montijo                                            |  |
| 15:00                  | - Bruninho 90+2'     | [carece de fontes?] | - Friday Etim 71' - Tomás Jesus (p.b.) 80' | Estádio: Campo da Liberdade Árbitro: Pedro Ramalho |  |

| 21 de setembro de 2024 | Tirsense (CP)                                    | 2 - 0               | (D) Vieira          | Santo Tirso                                                     |  |
| 16:00                  | - Júlio Alves (g.p.) 18' - Bernardo Mesquita 20' | [carece de fontes?] | - Daniel Simões 89' | Estádio: Estádio Abel Alves de Figueiredo Árbitro: Gonçalo Rosa |  |

| 21 de setembro de 2024 | Camacha (CP) | 0 - 2               | (2) UD Leiria                                   | Camacha, Madeira                                          |  |
| 16:15                  |              | [carece de fontes?] | - Daniel dos Anjos 3' - Jordan van der Gaag 83' | Estádio: Complexo Desportivo da Camacha Árbitro: Fa Sánhá |  |

| 21 de setembro de 2024 | UD Tocha (D)     | 1 - 4               | (2) FC Penafiel                                                   | Tocha                                                        |  |
| 17:00                  | - Bruno Dias 73' | [carece de fontes?] | - Hélder Suker 33, 52' - Xhuliano Skuka 67' - Gabriel Barbosa 77' | Estádio: Complexo Desportivo da Tocha Árbitro: Halim Shirzad |  |

| 21 de setembro de 2024 | Académica OAF (3) | 0 - 1 (pro.)        | (2) Torreense    | Coimbra                                                   |  |
| 19:30                  |                   | [carece de fontes?] | - Dani Bolt 114' | Estádio: Estádio Cidade de Coimbra Árbitro: Gonçalo Neves |  |

| 22 de setembro de 2024 | Peniche (CP) | 0 - 2               | (2) Paços de Ferreira                  | Peniche                                           |  |
| 11:00                  |              | [carece de fontes?] | - João Caiado 36' - Antunes (g.p.) 87' | Estádio: Estádio do Peniche Árbitro: Flávio Jesus |  |

| 22 de setembro de 2024 | GD Lagoa (CP)                             | 2 - 0               | (CP) União 1919 | Lagoa                                                               |  |
| 11:00                  | - Jorge Teixeira 10' - Pedro Simões 90+4' | [carece de fontes?] |                 | Estádio: Estádio Capitão Josino da Costa Árbitro: Nelson Hermosilla |  |

| 22 de setembro de 2024 | Varzim (3)                                    | 3 - 0               | (D) Ferreiras | Póvoa de Varzim                                            |  |
| 11:00                  | - Rodrigo Freitas 14, 35' - Hircane Graça 88' | [carece de fontes?] |               | Estádio: Estádio do Varzim Sport Club Árbitro: Vítor Lopes |  |

| 22 de setembro de 2024 | JD Lajense (D)                       | 2 - 1               | (CP) CUF Barreiro                                                                  | Praia da Vitória                                                      |  |
| 12:00                  | - Filipe Andrade 72' - Itto Cruz 82' | [carece de fontes?] | - Diogo Ramos 47' - Tiago Matos 85' - João Caminata 90+4' - Mamade Fernandes 90+6' | Estádio: Campo de Jogos Manuel Linhares Lima Árbitro: Gonçalo Pereira |  |

| 22 de setembro de 2024 | Amora (CP)        | 1 - 0               | (2) FC Felgueiras | Amora                                                        |  |
| 14:00                  | - Pedro Costa 75' | [carece de fontes?] |                   | Estádio: Estádio da Medideira Árbitro: José Carlos Rodrigues |  |

| 22 de setembro de 2024 | SC Coimbrões (CP)                         | 2 - 3               | (2) FC Alverca                                        | Santa Marinha (Vila Nova de Gaia)             |  |
| 15:00                  | - Nelson Monteiro 57' - Marco Grave 90+2' | [carece de fontes?] | - Brenner Lucas 1' - João Marcos 13' - Andrezinho 55' | Estádio: Parque Silva Matos Árbitro: Rui Lima |  |

| 22 de setembro de 2024 | Moura (CP)                                                   | 4 - 2               | (D) FC Castrense             | Moura                                                            |  |
| 15:00                  | - Peterson 45+1' - António Maior 57, 86' - Siriki Camará 62' | [carece de fontes?] | - Rhuan Pablo 18' - Jota 33' | Estádio: Estádio do Moura Atlético Clube Árbitro: Daniel Martins |  |

| 22 de setembro de 2024 | USC Paredes (CP)                               | 3 - 2               | (3) Vilaverdense FC                              | Paredes                                                        |  |
| 15:00                  | - Joel Silva 25, 51' - André Soares (g.p.) 41' | [carece de fontes?] | - Abdul Ibrahim 20', 90+5' - Neemias Barbosa 75' | Estádio: Estádio Municipal das Laranjeiras Árbitro: Hugo Silva |  |

| 22 de setembro de 2024 | Marinhense (CP) | 0 - 0 (pro.) (2 - 4 pen.) | (3) Caldas SC | Marinha Grande                               |  |
| 15:00                  |                 | [carece de fontes?]       |               | Estádio: Estádio Municipal da Marinha Grande |  |

| 22 de setembro de 2024 | Lusit. Évora (CP) | 1 - 1 (pro.) (3 - 2 pen.) | (2) Académico de Viseu | Évora                                       |  |
| 15:00                  | - Cassiano 30'    | [carece de fontes?]       | - Famana Quizera 44'   | Estádio: Campo Estrela Árbitro: Flávio Lima |  |

| 22 de setembro de 2024 | Moncarapachense (CP)                              | 2 - 1               | (CP) Louletano    | Moncarapacho                              |  |
| 15:00                  | - Diogo Machado 37' - Vinicius Santana (p.b.) 88' | [carece de fontes?] | - Tomás Couto 59' | Estádio: Estádio Dr. António João Eusébio |  |

| 22 de setembro de 2024 | Atlético CP (3)                                            | 3 - 0               | (CP) Mortágua FC | Alcântara (Lisboa)            |  |
| 15:00                  | - Caleb (g.p.) 7' - Elias Franco 48' - Miguel Barandas 54' | [carece de fontes?] |                  | Estádio: Estádio da Tapadinha |  |

| 22 de setembro de 2024 | Ferreira do Zêzere (D)                  | 1 - 2 (pro.)        | (CP) Os Sandinenses                      | Ferreira do Zêzere                                           |  |
| 15:00                  | - Rodrigo Antunes 4' - Tiago Mateus 40' | [carece de fontes?] | - Pedro Totas 87', 99' - Bruno Alves 92' | Estádio: Campo Eng.º Lopo de Carvalho Árbitro: Ricardo Bogas |  |

| 22 de setembro de 2024 | Académica SF (D)    | 1 - 2 (pro.)        | (CP) Atlético Arcos                                      | Taveiro (Coimbra)                                                |  |
| 17:00                  | - Elias Kyllönen 3' | [carece de fontes?] | - João Pacheco 14' - José Santos 26' - Flávio Dantas 98' | Estádio: Estádio Municipal Sérgio Conceição Árbitro: Nuno Santos |  |

| 22 de setembro de 2024 | Gondomar SC (CP)    | 1 - 0               | (D) Aliança de Gandra | Gondomar                                             |  |
| 15:00                  | - Fábio Pimenta 82' | [carece de fontes?] |                       | Estádio: Estádio de S. Miguel Árbitro: Marco Pereira |  |

| 22 de setembro de 2024 | Os Marialvas (CP)                     | 2 - 1               | (2) CD Tondela        | Febres                                                        |  |
| 15:00                  | - Rayan Santos 26', 41' - Zé Gata 62' | [carece de fontes?] | - Ricardo Alves 45+1' | Estádio: Complexo Desportivo de Febres Árbitro: Carlos Macedo |  |

| 22 de setembro de 2024 | FC Oliv. Hospital (3)                                                   | 2 - 0               | (CP) Machico                           | Tábua                                                    |  |
| 15:00                  | - Wilson Silva 62' - Guilherme Neiva 64', 90+2' - Michel Camargos 90+2' | [carece de fontes?] | - Wesley 90+2' - Rodrigo Freitas 90+2' | Estádio: Estádio Municipal de Tábua Árbitro: Fábio Silva |  |

| 22 de setembro de 2024 | Alpendorada (CP)                                             | 3 - 0               | (CP) Sertanense | Alpendorada                                                        |  |
| 15:00                  | - João Garcês 6' - José Botelho 26' - Henrique Fonseca 90+5' | [carece de fontes?] |                 | Estádio: Estádio Municipal de Alpendorada Árbitro: Dylan Fernandes |  |

| 22 de setembro de 2024 | Guarda FC (CP) | 0 - 1               | (2) Leixões                             | Guarda                                                    |  |
| 15:00                  |                | [carece de fontes?] | - Chicão 36' - André André (g.p.) 90+1' | Estádio: Estádio Municipal da Guarda Árbitro: David Silva |  |

| 22 de setembro de 2024 | Rebordosa AC (CP)                  | 2 - 1               | (CP) Bragança        | Rebordosa                               |  |
| 15:00                  | - Luís Gonçalves 63', (g.p.) 90+8' | [carece de fontes?] | - Samuel Cazares 37' | Estádio: Complexo Desportivo de Azevido |  |

| 22 de setembro de 2024 | AD Marco 09 (CP) | 0 - 0 (pro.) (1 - 4 pen.) | (CP) O Elvas | Marco de Canaveses                                                 |  |
| 15:00                  |                  | [carece de fontes?]       |              | Estádio: Estádio Municipal Marco de Canaveses Árbitro: Bruno Costa |  |

| 22 de setembro de 2024 | Pêro Pinheiro (CP)  | 1 - 0               | (2) Feirense | Pêro Pinheiro                                                   |  |
| 15:00                  | - Matias Mariano 2' | [carece de fontes?] |              | Estádio: Parque de Jogos Pardal Monteiro Árbitro: Marcos Brazão |  |

| 22 de setembro de 2024 | Arronches e Benfica (CP) | 0 - 1               | (CP) Vila Real    | Arronches                                                             |  |
| 15:00                  | - Charles Okwara 35'     | [carece de fontes?] | - Ebrima Ndow 37' | Estádio: Estádio Municipal Francisco Palmeiro Árbitro: Eduardo Brites |  |

| 22 de setembro de 2024 | Sintrense (CP)                                | 2 - 1               | (CP) Estrela FC Vendas Novas | Sintra                                    |  |
| 15:00                  | - Bismark Sanca 43' - Diogo Santos (g.p.) 62' | [carece de fontes?] | - Tiago Gamito 84'           | Estádio: Estádio do Sport União Sintrense |  |

| 22 de setembro de 2024 | Brito SC (CP) | 0 - 0 (pro.) (6 - 5 pen.) | (CP) Operário Lagoa | Brito (Guimarães)                                          |  |
| 15:00                  |               | [carece de fontes?]       |                     | Estádio: Parque de Jogos do Brito SC Árbitro: Carlos Leite |  |

| 22 de setembro de 2024 | Alcains (CP)                                                              | 4 - 1               | (D) CF Benfica                               | Alcains                                                                          |  |
| 15:00                  | - Hugo Caeiro 15' - Philemon Baffour 23' - Abel Jochua 57' - Pedrinho 69' | [carece de fontes?] | - Afonso Henriques 76' - Miguel Barros 90+1' | Estádio: Campo de Jogos António Coelho Trigueiros de Aragão Árbitro: Nuno Guerra |  |

| 22 de setembro de 2024 | SC Covilhã (3)                                                  | 4 - 0               | (CP) Sp. Pombal | Covilhã                                                                 |  |
| 15:00                  | - Lucas Duarte 27' - Dener 42' - Nico 52' - Guilherme Paula 88' | [carece de fontes?] |                 | Estádio: Estádio Municipal José dos Santos Pinto Árbitro: Rúben Cardoso |  |

| 22 de setembro de 2024 | Eléctrico (D) | 0 - 2               | (3) Amarante FC                   | Ponte de Sôr                                                           |  |
| 15:00                  |               | [carece de fontes?] | - Cardoso 43' - Obama Ribeiro 60' | Estádio: Estádio Municipal de Ponte de Sôr Árbitro: Flávio Azev Duarte |  |

| 22 de setembro de 2024 | Limianos (CP) | 0 - 2               | (2) GD Chaves                                        | Ponte de Lima                                              |  |
| 15:00                  |               | [carece de fontes?] | - Vasco Costa (p.b.) 64' - Luís Pimenta (p.b.) 90+2' | Estádio: Estádio Municipal do Cruzeiro Árbitro: Fábio Melo |  |

| 22 de setembro de 2024 | CD Cinfães (CP)                               | 3 - 2 (pro.)        | (CP) Barreirense                                  | Cinfães                                                               |  |
| 15:00                  | - Assis 49' - Mboulou Júnior (g.p.) 79', 105' | [carece de fontes?] | - Willian Salomão (p.b.) 4' - Gonçalo Batista 18' | Estádio: Estádio Municipal Prof. Cerveira Pinto Árbitro: Xavier Gomes |  |

| 22 de setembro de 2024 | S. João Ver (3)   | 1 - 0               | (CP) Serpa | São João de Ver                                                     |  |
| 15:00                  | - João Victor 88' | [carece de fontes?] |            | Estádio: Estádio Sp. Clube São João de Ver Árbitro: Carlos Teixeira |  |

| 22 de setembro de 2024 | Lusitânia de Lourosa (3)                                                                | 4 - 3 (pro.)        | (2) FC Vizela                                                                          | Lourosa (Santa Maria da Feira)                                     |  |
| 16:00                  | - Lucas Villela 24', 72' - Goba Zakpa 106' - Tokinho Dória 112' - Miguel Pereira 120+2' | [carece de fontes?] | - Rodrigo Ramos 8' - Anthony Correia 49' - Damien Loppy 65' - Prosper Obah (g.p.) 114' | Estádio: Estádio do Lusitânia de Lourosa FC Árbitro: Sérgio Guelho |  |

| 22 de setembro de 2024 | U. Santarém (3)                           | 2 - 1               | (D) Monção           | Santarém                                             |  |
| 16:00                  | - Juninho 42' - Gustavo França (g.p.) 61' | [carece de fontes?] | - Diogo Baptista 90' | Estádio: Campo Chã das Padeiras Árbitro: Rui Madeira |  |

| 22 de setembro de 2024 | CD Fátima (CP) | 0 - 0 (pro.) (2 - 4 pen.) | (3) AD Sanjoanense | Fátima                                                     |  |
| 16:00                  |                | [carece de fontes?]       |                    | Estádio: Estádio Municipal de Fátima Árbitro: Sérgio Jesus |  |

| 22 de setembro de 2024 | Lusitânia dos Açores (3) | 2 - 1               | (CP) SC Régua  | Angra do Heroísmo                                   |  |
| 16:00                  | - Caio Silva 70', 72'    | [carece de fontes?] | - Jorginho 84' | Estádio: Estádio João Paulo II Árbitro: José Gorjão |  |

| 22 de setembro de 2024 | Belenenses (3)                                               | 3 - 0               | (3) Trofense       | Belém (Lisboa)                                   |  |
| 16:15                  | - Diogo Leitão 33' - Gonçalo Maria 49' - Rodrigo Pereira 81' | [carece de fontes?] | - Semeu Commey 66' | Estádio: Estádio do Restelo Árbitro: Luís Máximo |  |

## 3.ª Eliminatória
| I Liga  | II Liga | Liga 3  | Campeonato de Portugal | Distritais | Total    |
| ------- | ------- | ------- | ---------------------- | ---------- | -------- |
| 18 / 18 | 9 / 16  | 14 / 18 | 20 / 52                | 3 / 43     | 64 / 147 |

Os jogos da 3ª eliminatória foram disputados entre 18 e 21 de outubro.
Jogos
| 18 de outubro de 2024 | Portimonense (2)      | 1 - 2               | (1) Sporting               | Portimão                                                        |  |
| 20:15                 | - Elijah Benedict 87' | [carece de fontes?] | - Conrad Harder 40', 90+4' | Estádio: Estádio Municipal de Portimão Árbitro: Hélder Malheiro |  |

| 19 de outubro de 2024 | Belenenses (3) | 0 - 2               | (1) Gil Vicente                         | Belém (Lisboa)                                     |  |
| 11:00                 |                | [carece de fontes?] | - Tidjany Touré 59' - Jorge Aguirre 66' | Estádio: Estádio do Restelo Árbitro: Pedro Ramalho |  |

| 19 de outubro de 2024 | Atlético CP (3)                       | 1 - 3 (pro.)        | (1) Rio Ave                                                                            | Alcântara (Lisboa)                                     |  |
| 14:00                 | - Pedro Pinto 83' - Hélder Baldé 108' | [carece de fontes?] | - Fábio Ronaldo 41' - Marious Vrousai 75' - Aderllan Santos 105' - Ahmed Hassan 105+2' | Estádio: Estádio da Tapadinha Árbitro: Miguel Nogueira |  |

| 19 de outubro de 2024 | Amora FC (CP)       | 0 - 5               | (1) Casa Pia AC                                             | Amora (Seixal)                                          |  |
| 15:00                 | - Tiago Correia 80' | [carece de fontes?] | - Nuno Moreira 57', 75', 82' - Max Svensson 84', (g.p.) 90' | Estádio: Estádio da Medideira Árbitro: Ricardo Baixinho |  |

| 19 de outubro de 2024 | U. Santarém (3)                       | 1 - 2               | (1) Moreirense                        | Santarém                                                |  |
| 15:00                 | - Pedro Araújo 13' - Diogo Brás 90+3' | [carece de fontes?] | - Benny 20' - Guilherme Schettine 50' | Estádio: Campo Chã das Padeiras Árbitro: Iancu Vasilica |  |

| 19 de outubro de 2024 | Gondomar SC (CP) | 0 - 1               | (1) Santa Clara     | Gondomar                                            |  |
| 15:00                 |                  | [carece de fontes?] | - Gabriel Silva 83' | Estádio: Estádio de S. Miguel Árbitro: Luís Godinho |  |

| 19 de outubro de 2024 | Amarante FC (3)                                                                                     | 6 - 1               | (D) JD Lajense | Amarante                                                       |  |
| 15:00                 | - Daniel Alves 15' - Ká Semedo (g.p.) 19', (g.p.) 34', 43' - Faissal Zangré 80' - Armando Silva 89' | [carece de fontes?] | - Toró 6'      | Estádio: Estádio Municipal de Amarante Árbitro: Carlos Texeira |  |

| 19 de outubro de 2024 | FC Oliv. Hospital (3)      | 1 - 0               | (2) CD Mafra | Tábua                                                     |  |
| 16:00                 | - Eduardo Souza (g.p.) 72' | [carece de fontes?] |              | Estádio: Estádio Municipal de Tábua Árbitro: Flávio Jesus |  |

| 19 de outubro de 2024 | Caldas SC (3)    | 1 - 2               | (CP) Tirsense                          | Caldas da Rainha                           |  |
| 16:00                 | - Eba Viegas 21' | [carece de fontes?] | - Óscar Monteiro 51' - Júlio Alves 77' | Estádio: Campo da Mata Árbitro: João Pinto |  |

| 19 de outubro de 2024 | Paços de Ferreira (2) | 1 - 3               | (1) Vitória SC                                         | Paços de Ferreira                                        |  |
| 16:15                 | - Rui Fonte 44'       | [carece de fontes?] | - Bruno Gaspar 3' - Samu Silva 50' - João Mendes 90+2' | Estádio: Estádio Capital do Móvel Árbitro: João Pinheiro |  |

| 19 de outubro de 2024 | Anadia FC (3)           | 1 - 3 (pro.)        | (1) Est. Amadora                                                | Anadia                                                                            |  |
| 17:00                 | Yan Maranhão (g.p.) 24' | [carece de fontes?] | - Pedro Gaio (p.b.) 90+1' - Rodrigo Pinho 94' - André Luiz 116' | Estádio: Estádio Municipal Eng.º Sílvio Henriques Cerveira Árbitro: Gonçalo Neves |  |

| 19 de outubro de 2024 | 1º Dezembro (3)      | 1 - 2               | (1) SC Braga                                | Queluz                                                         |  |
| 17:30                 | - Gabriel Morais 74' | [carece de fontes?] | - Rodrigo Zalazar 22' - João Moutinho 90+5' | Estádio: Complexo Desportivo do Real SC Árbitro: Tiago Martins |  |

| 19 de outubro de 2024 | Pevidém SC (CP) | 0 - 2               | (1) Benfica                | Moreira de Cónegos                                                          |  |
| 20:15                 |                 | [carece de fontes?] | - Jan-Niklas Beste 3', 75' | Estádio: Estádio Comendador Joaquim de Almeida Freitas Árbitro: David Silva |  |

| 20 de outubro de 2024 | AD Sanjoanense (3)                 | 2 - 4               | (1) Farense                                                         | São João da Madeira                                      |  |
| 14:00                 | - Vítor Pisco 51' - Rui Santos 74' | [carece de fontes?] | - Álex Bermejo 10', 47' - Duarte Maneta (p.b.) 70' - Raúl Silva 83' | Estádio: Estádio Conde Dias Garcia Árbitro: Bruno Vieira |  |

| 20 de outubro de 2024 | Brito SC (CP) | 1 - 0               | (CP) Moura | Brito (Guimarães)                    |  |
| 15:00                 | - Roger 65'   | [carece de fontes?] |            | Estádio: Parque de Jogos do Brito SC |  |

| 20 de outubro de 2024 | FC Alverca (2)                                       | 3 - 0               | (CP) Pêro Pinheiro | Alverca                                                      |  |
| 15:00                 | - Anthony Carter 54' - Éber Bessa 65' - Harramiz 90' | [carece de fontes?] |                    | Estádio: Complexo Desportivo FC Alverca Árbitro: Luís Filipe |  |

| 20 de outubro de 2024 | O Elvas (CP)                                                      | 3 - 2 (pro.)        | (2) Torreense                        | Elvas                                                                    |  |
| 15:00                 | - Desmond Nketia 1' - César Medina (g.p.) 37' - Lionel Yombi 106' | [carece de fontes?] | - Manuel Pozo 11' - Juan Balanta 58' | Estádio: Estádio Municipal de Atletismo de Elvas Árbitro: José Rodrigues |  |

| 20 de outubro de 2024 | Marialvas (CP)    | 1 - 2               | (CP) Rebordosa AC                   | Cantanhede                                                   |  |
| 15:00                 | - João Freire 57' | [carece de fontes?] | - Dinis Djadjó 15' - Rui Filipe 28' | Estádio: Estádio Municipal de Cantanhede Árbitro: João Matos |  |

| 20 de outubro de 2024 | Lusit. Évora (CP)   | 0 - 0 (pro.) (4 - 3 pen.) | (1) Estoril Praia | Évora                                         |  |
| 15:00                 | - Mauro Andrade 86' | [carece de fontes?]       |                   | Estádio: Campo Estrela Árbitro: Sérgio Guelho |  |

| 20 de outubro de 2024 | UD Leiria (2)                                      | 2 - 1               | (1) Nacional              | Leiria                                                         |  |
| 15:00                 | - Marco Baixinho 32' - Daniel dos Anjos (g.p.) 78' | [carece de fontes?] | - Matheus Dias (g.p.) 66' | Estádio: Estádio Dr. Magalhães Pessoa Árbitro: Gustavo Correia |  |

| 20 de outubro de 2024 | Maria da Fonte (D) | 0 - 5               | (1) FC Arouca                                                                            | Póvoa de Lanhoso                                           |  |
| 15:00                 |                    | [carece de fontes?] | - Güven Yalçin 22', 28' - Jason Remeseiro 45+1' - Henrique Araújo 66' - Pedro Santos 83' | Estádio: Estádio dos Moinhos Novos Árbitro: João Gonçalves |  |

| 20 de outubro de 2024 | Leixões (2)                                                    | 2 - 1               | (CP) Alcains   | Matosinhos                                  |  |
| 15:00                 | - Rafael Martins (g.p.) 45+1' - Paulité 49' - Rafa Freitas 89' | [carece de fontes?] | - Pedrinho 67' | Estádio: Estádio do Mar Árbitro: Fábio Melo |  |

| 20 de outubro de 2024 | GD Lagoa (CP) | 0 - 2               | (1) FC Famalicão         | Lagoa (Algarve)                                                 |  |
| 15:00                 |               | [carece de fontes?] | - Yassir Zabiri 78', 87' | Estádio: Estádio Capitão Josino da Costa Árbitro: André Narciso |  |

| 20 de outubro de 2024 | S. João Ver (3)                              | 4 - 1               | (CP) Atlético Arcos | São João de Ver                            |  |
| 15:00                 | - Bernardo 13', 15', 58' - Diogo Barbosa 51' | [carece de fontes?] | - Jorge Miguel 6'   | Estádio: Estádio Sp. Clube São João de Ver |  |

| 20 de outubro de 2024 | Alpendorada (CP)          | 1 - 2 (pro.)        | (CP) CD Cinfães         | Alpendorada                               |  |
| 15:00                 | - Fábio Rodrigo 19', 120' | [carece de fontes?] | - João Victor 61', 103' | Estádio: Estádio Municipal de Alpendorada |  |

| 20 de outubro de 2024 | Vila Real (CP)                 | 2 - 0               | (CP) Atl. Arcos | Vila Real                                        |  |
| 15:00                 | - Neto 45+3' - Pedro Gomes 89' | [carece de fontes?] |                 | Estádio: Campo do Calvário Árbitro: Paulo Raposo |  |

| 20 de outubro de 2024 | SC Covilhã (3)                                        | 3 - 2               | (CP) Moncarapachense                  | Covilhã                                          |  |
| 15:00                 | - Diogo Ramalho 11' - Nico 90+2' - Lucas Duarte 90+8' | [carece de fontes?] | - Isaías Cruz 23' - Arnold Issoko 44' | Estádio: Estádio Municipal José dos Santos Pinto |  |

| 20 de outubro de 2024 | GD Chaves (2)                                         | 2 - 0               | (3) Lusitânia de Lourosa | Chaves                                                                             |  |
| 16:15                 | - Júnior Pius 40' - Rúben Pina 68' - Paulo Victor 81' | [carece de fontes?] |                          | Estádio: Estádio Municipal Eng.º Manuel Branco Teixeira Árbitro: Anzhony Rodrigues |  |

| 20 de outubro de 2024 | Os Sandinenses (CP) | 0 - 2               | (1) AFS                                 | São Martinho de Sande (Guimarães)                                   |  |
| 17:00                 |                     | [carece de fontes?] | - Zé Luís (g.p.) 48' - John Mercado 66' | Estádio: Complexo Desportivo D. Maria Teresa Árbitro: Carlos Macedo |  |

| 20 de outubro de 2024 | Sintrense (CP) | 0 - 3               | (1) FC Porto                                              | Amadora                                              |  |
| 17:00                 |                | [carece de fontes?] | - Wenderson Galeno 25' - Iván Jaime 54' - Tiago Djaló 59' | Estádio: Estádio José Gomes Árbitro: Hélder Carvalho |  |

| 20 de outubro de 2024 | Varzim (3)              | 1 - 0               | (1) Boavista | Póvoa de Varzim                                                |  |
| 18:45                 | - Morufdeen Moshood 51' | [carece de fontes?] |              | Estádio: Estádio do Varzim Sport Club Árbitro: Cláudio Pereira |  |

| 21 de outubro de 2024 | FC Penafiel (2)                                           | 2 - 3 (pro.)        | (3) Lusitânia dos Açores                                                                    | Penafiel                                                       |  |
| 11:00                 | - Hélder Suker 11' - Gustavo Fernandes 24' - Zé Leite 58' | [carece de fontes?] | - Celso Sidney 2' - Pedro do Rio (g.p.) 14' - Tomás Azevedo 44' - Nicolas Souza (g.p.) 114' | Estádio: Estádio Municipal 25 de Abril Árbitro: Miguel Fonseca |  |

1. ↑  O jogo estava marcado para as 11:00 da manhã do dia 20 de outubro, mas foi adiado 24 horas devido a constrangimentos com ligações aéreas da equipa visitante.[carece de fontes?]

## 4.ª Eliminatória
| I Liga  | II Liga | Liga 3 | Campeonato de Portugal | Total    |
| ------- | ------- | ------ | ---------------------- | -------- |
| 15 / 18 | 4 / 16  | 6 / 18 | 7 / 52                 | 32 / 147 |

Os jogos da 4ª eliminatória foram disputados nos dias 22, 23 e 24 de novembro.
Jogos
| 22 de novembro de 2024 | Sporting (1) | 6 - 0               | (3) Amarante FC | Lisboa                                                |  |
| 20:45                  | - Marcus Edwards 10', 45' - Ricardo Esgaio 15' - Conrad Harder 28' - Francisco Trincão 57' - Viktor Gyökeres (g.p.) 89' | [carece de fontes?] |                 | Estádio: Estádio José Alvalade Árbitro: Pedro Ramalho |  |

| 23 de novembro de 2024 | Lusitânia dos Açores (3) | 0 - 2               | (3) S. João Ver               | Angra do Heroísmo                                  |  |
| 12:00                  |                          | [carece de fontes?] | - João Batista 58' - Ruca 65' | Estádio: Estádio João Paulo II Árbitro: Hugo Silva |  |

| 23 de novembro de 2024 | FC Alverca (2)                                       | 2 - 2 (pro.) (2 - 4 pen.) | (1) Rio Ave                                    | Alverca                                                            |  |
| 14:00                  | - Alysson 39' - Anthony Carter 46' - Thauan Lara 82' | h[carece de fontes?]      | - Karem Zoabi 87' - Clayton Silva (g.p.) 90+4' | Estádio: Complexo Desportivo FC Alverca Árbitro: Anzhony Rodrigues |  |

| 23 de novembro de 2024 | Lusit. Évora (CP)                         | 3 - 2               | (1) AFS                                                  | Évora                                           |  |
| 15:00                  | - Dida 19', 64' - Miguel Lopes (g.p.) 33' | [carece de fontes?] | - Nenê (g.p.) 41' - Gustavo Assunção 57' - Zé Luís 90+4' | Estádio: Campo Estrela Árbitro: Hélder Carvalho |  |

| 23 de novembro de 2024 | FC Arouca (1)        | 1 - 2               | (1) Farense                         | Arouca                                                        |  |
| 15:00                  | - Alfonso Trezza 16' | [carece de fontes?] | - Darío Poveda 7' - Elves Baldé 32' | Estádio: Estádio Municipal de Arouca Árbitro: Fábio Veríssimo |  |

| 23 de novembro de 2024 | Vitória SC (1)                     | 2 - 0               | (2) UD Leiria | Guimarães                                                    |  |
| 16:45                  | - Óscar Rivas 43' - Kaio César 84' | [carece de fontes?] |               | Estádio: Estádio D. Afonso Henriques Árbitro: Miguel Fonseca |  |

| 23 de novembro de 2024 | Leixões (2)         | 0 - 2               | (1) SC Braga                        | Matosinhos                                       |  |
| 18:30                  | - Rafael Santos 64' | [carece de fontes?] | - Hugo Basto (p.b.) 12' - Bruma 67' | Estádio: Estádio do Mar Árbitro: Gustavo Correia |  |

| 23 de novembro de 2024 | Casa Pia AC (1)                                               | 3 - 0               | (2) GD Chaves      | Rio Maior                                                     |  |
| 19:15                  | - Cassiano 2' - Nuno Moreira (g.p.) 44' - Jérémy Livolant 55' | [carece de fontes?] | - Hélder Morim 70' | Estádio: Estádio Municipal de Rio Maior Árbitro: Bruno Vieira |  |

| 23 de novembro de 2024 | Benfica (1)                                                                                     | 7 - 0               | (1) Est. Amadora | Lisboa                                         |  |
| 20:45                  | - Ángel Di María 2', 5', 18' - Kerem Aktürkoğlu 60' - Zeki Amdouni 81' - Arthur Cabral 86', 90' | [carece de fontes?] |                  | Estádio: Estádio da Luz Árbitro: André Narciso |  |

| 24 de novembro de 2024 | Tirsense (CP)          | 1 - 0               | (CP) Brito SC | Santo Tirso                               |  |
| 11:00                  | - Daniel Rodrigues 13' | [carece de fontes?] |               | Estádio: Estádio Abel Alves de Figueiredo |  |

| 24 de novembro de 2024 | Vila Real (CP) | 0 - 2               | (1) Gil Vicente                    | Vila Real                                           |  |
| 14:00                  |                | [carece de fontes?] | - Zé Carlos 70' - Jordi Mboula 87' | Estádio: Campo do Calvário Árbitro: Cláudio Pereira |  |

| 24 de novembro de 2024 | SC Covilhã (3)                           | 2 - 3               | (CP) Rebordosa AC                  | Covilhã                                          |  |
| 15:00                  | - Lucas Duarte 34' - Diogo Ramalho 90+8' | [carece de fontes?] | - Pipo 2', 27' - Tiago Ventura 64' | Estádio: Estádio Municipal José dos Santos Pinto |  |

| 24 de novembro de 2024 | FC Oliv. Hospital (3)                                                  | 4 - 2               | (CP) CD Cinfães          | Tábua                                                    |  |
| 15:00                  | - Luís Pinheiro 15' - Rui Carreira 44' - Eduardo Souza 48', (g.p.) 75' | [carece de fontes?] | - Mboulou Júnior 7', 84' | Estádio: Estádio Municipal de Tábua Árbitro: Luís Máximo |  |

| 24 de novembro de 2024 | FC Famalicão (1) | 0 - 1               | (1) Santa Clara     | Vila Nova de Famalicão                                            |  |
| 16:00                  |                  | [carece de fontes?] | - Bruno Almeida 79' | Estádio: Estádio Municipal de Famalicão Árbitro: Bruno José Costa |  |

| 24 de novembro de 2024 | Moreirense (1)                         | 2 - 1               | (1) FC Porto | Moreira de Cónegos (Guimarães)                                                |  |
| 17:00                  | - Luís Asué 41' - Alanzinho (g.p.) 77' | [carece de fontes?] | - Pepê 35'   | Estádio: Estádio Comendador Joaquim de Almeida Freitas Árbitro: Tiago Martins |  |

| 24 de novembro de 2024 | Varzim (3)           | 1 - 2               | (CP) O Elvas                             | Póvoa de Varzim                       |  |
| 18:00                  | - Cláudio Araújo 29' | [carece de fontes?] | - Desmond Nketia 56' - Rúben Cardoso 71' | Estádio: Estádio do Varzim Sport Club |  |

## Oitavos-de-Final
| I Liga  | II Liga | Liga 3 | Campeonato de Portugal | Total    |
| ------- | ------- | ------ | ---------------------- | -------- |
| 10 / 18 | 0 / 16  | 2 / 18 | 4 / 52                 | 16 / 147 |

Os jogos dos oitavos-de-final serão disputados nos dias 18 e 21 de dezembro e nos dia 12, 14 e 15 de janeiro 2025.
Jogos
| 18 de dezembro de 2024 | Sporting (1)                                                         | 2 - 1 (pro.)        | (1) Santa Clara        | Lisboa                                                  |  |
| 20:45                  | - Conrad Harder 74' - Viktor Gyökeres 112' - Jeremiah St. Juste 119' | [carece de fontes?] | - Pedro Ferreira 90+8' | Estádio: Estádio José Alvalade Árbitro: Hélder Malheiro |  |

| 21 de dezembro de 2024 | Tirsense (CP)           | 1 - 0               | (CP) Rebordosa AC | Santo Tirso                                                      |  |
| 11:00                  | - Bernardo Mesquita 58' | [carece de fontes?] |                   | Estádio: Estádio Abel Alves de Figueiredo Árbitro: Vasco Almeida |  |

| 21 de dezembro de 2024 | FC Oliv. Hospital (3)  | 1 - 3               | (3) S. João Ver                                     | Tábua                                                   |  |
| 14:00                  | - Diogo Nascimento 42' | [carece de fontes?] | - Daniel 20' - Rafael Tavares 40' - João Victor 71' | Estádio: Estádio Municipal de Tábua Árbitro: João Pinto |  |

| 12 de janeiro de 2025 | O Elvas (CP)                     | 2 - 1               | (1) Vitória SC   | Elvas                                                            |  |
| 14:00                 | - Lucão 50' - Desmond Nketia 75' | [carece de fontes?] | - Dieu Michel 2' | Estádio: Campo Domingos Carrilho Patalino Árbitro: Pedro Ramalho |  |

| 12 de janeiro de 2025 | Casa Pia AC (1)        | 1 - 3               | (1) Rio Ave                                        | Rio Maior                                                        |  |
| 16:45                 | - Henrique Pereira 42' | [carece de fontes?] | - Kiko Bondoso 6' - Clayton 15' - Tiago Morais 81' | Estádio: Estádio Municipal de Rio Maior Árbitro: Hélder Carvalho |  |

| 12 de janeiro de 2025 | Gil Vicente (1)     | 1 - 0               | (1) Moreirense | Barcelos                                                    |  |
| 19:45                 | - Félix Correia 70' | [carece de fontes?] |                | Estádio: Estádio Cidade de Barcelos Árbitro: Iancu Vasilica |  |

| 14 de janeiro de 2025 | Farense (1) | 1 - 3               | (1) Benfica                                                       | Faro                                                  |  |
| 20:15                 | - Tomané 7' | [carece de fontes?] | - Andreas Schjelderup 56' - Arthur Cabral 58' - Alexander Bah 62' | Estádio: Estádio de São Luís Árbitro: Hélder Malheiro |  |

| 15 de janeiro de 2025 | SC Braga (1)                          | 2 - 1               | (CP) Lusit. Évora  | Braga                                                         |  |
| 20:15                 | - André Horta 22' - Ricardo Horta 44' | [carece de fontes?] | - Afonso Sousa 84' | Estádio: Estádio Municipal de Braga Árbitro: Bruno José Costa |  |

## Quartos-de-Final
| I Liga | II Liga | Liga 3 | Campeonato de Portugal | Total   |
| ------ | ------- | ------ | ---------------------- | ------- |
| 5 / 18 | 0 / 16  | 1 / 18 | 2 / 52                 | 8 / 147 |

A 20 de janeiro a FPF informou que o jogo Rio Ave x São João seria disputado no dia 6 de fevereiro enquanto os restantes jogos seriam disputados nos dias 25, 26 ou 27 de fevereiro, em data e hora a confirmar posteriormente, em função do calendário das equipas nas competições europeias.
Jogos
| 6 de fevereiro de 2025 | Rio Ave (1)          | 2 - 1               | (3) S. João Ver   | Vila do Conde                                  |  |
| 20:45                  | - Clayton 34', 90+8' | [carece de fontes?] | - Ruca (g.p.) 19' | Estádio: Estádio dos Arcos Árbitro: José Bessa |  |

| 25 de fevereiro de 2025 | O Elvas (CP) | 0 - 2               | (CP) Tirsense                                | Elvas                                                         |  |
| 20:00                   |              | [carece de fontes?] | - Júnior Franco 45+3' - Daniel Rodrigues 53' | Estádio: Campo Domingos Carrilho Patalino Árbitro: João Pinto |  |

| 26 de fevereiro de 2025 | Benfica (1)             | 1 - 0               | (1) Braga | Lisboa                                         |  |
| 20:45                   | - Vangelis Pavlidis 39' | [carece de fontes?] |           | Estádio: Estádio da Luz Árbitro: João Pinheiro |  |

| 27 de fevereiro de 2025 | Gil Vicente (1) | 0 - 1               | (1) Sporting      | Barcelos                                                     |  |
| 20:45                   | - Zé Carlos 73' | [carece de fontes?] | - Zeno Debast 68' | Estádio: Estádio Cidade de Barcelos Árbitro: Cláudio Pereira |  |

## Meias-finais
| I Liga | II Liga | Liga 3 | Campeonato de Portugal | Total   |
| ------ | ------- | ------ | ---------------------- | ------- |
| 3 / 18 | 0 / 16  | 0 / 18 | 1 / 52                 | 4 / 147 |

Os jogos das meias-finais serão disputados nos dias 1 e 22 de abril de 2025 (1ª e 2ª mão respetivamente).
Jogos 1ª mão
| 3 de abril de 2025 | Sporting (1)                                     | 2 - 0 | Rio Ave (1) | Lisboa                                              |  |
| 20:15              | - Geny Catamo 12' - Viktor Gyökeres (g.p.) 45+1' |       |             | Estádio: Estádio de Alvalade Árbitro: António Nobre |  |

| 9 de abril de 2025 | Tirsense (CP) | 0 - 5 | (1) Benfica | Barcelos                                                 |  |
| 20:45              |               |       | - João Pedro (p.b.) 16' - João Rego 26' - Gianluca Prestianni 67' - Arthur Cabral 72' - Andreas Schjeldrup 84' | Estádio: Estádio Cidade de Barcelos Árbitro: David Silva |  |

Jogos 2ª mão
| 22 de abril de 2025 | Rio Ave (1)      | 1 - 2 | (1) Sporting                               | Paços de Ferreira                                          |  |
| 20:45               | - André Luiz 66' |       | - Gonçalo Inácio 11' - Viktor Gyökeres 50' | Estádio: Estádio Capital do Móvel Árbitro: Hélder Carvalho |  |

| 23 de abril de 2025 | Benfica (1)                                                                              | 4 - 0 | (CP) Tirsense | Lisboa                                            |  |
| 20:15               | - António Silva 45+3' - Adrian Bajrami 74' - Andrea Belotti 78' - Leandro Barreiro 90+1' |       |               | Estádio: Estádio da Luz Árbitro: Bruno José Costa |  |

## Final
| 25 maio 2025 | Sporting                                             | 3 – 1 | Benfica   | Estádio Nacional do Jamor, Oeiras |
| 17:15        | Gyökeres 90+11' (pen.) · Harder 99' · Trincão 120+1' |       | 47' Kökçü | Árbitro: Luís Godinho             |

## Esquema
Apenas para viusalização, já que os emparelhamentos foram decididos ronda a ronda, com excepção das meias finais que foram decididas aquando do sorteio dos quartos de final.
|  | Oitavos de final  | Oitavos de final  | Oitavos de final  | Oitavos de final  |                    |             | Quartos de final | Quartos de final | Quartos de final | Quartos de final |  |  | Meias finais | Meias finais | Meias finais | Meias finais |  |  | Final | Final | Final | Final |
|  |                   |                   |                   |                   |                    |             |                  |                  |                  |                  |  |  |              |              |              |              |  |  |       |       |       |       |
|  | 12 janeiro 2025   |                   |                   |                   |                    |             |                  |                  |                  |                  |  |  |              |              |              |              |  |  |       |       |       |       |
|  |                   |                   |                   |                   |                    |             |                  |                  |                  |                  |  |  |              |              |              |              |  |  |       |       |       |       |
|  | Gil Vicente       | Gil Vicente       | Gil Vicente       | 1                 |                    |             |                  |                  |                  |                  |  |  |              |              |              |              |  |  |       |       |       |       |
|  | Gil Vicente       | Gil Vicente       | Gil Vicente       | 1                 | 27 fevereiro 2025  |             |                  |                  |                  |                  |  |  |              |              |              |              |  |  |       |       |       |       |
|  | Moreirense        | Moreirense        | Moreirense        | 0                 |                    |             |                  |                  |                  |                  |  |  |              |              |              |              |  |  |       |       |       |       |
|  | Moreirense        | Moreirense        | Moreirense        | 0                 | Gil Vicente        | Gil Vicente | Gil Vicente      | 0                |                  |                  |  |  |              |              |              |              |  |  |       |       |       |       |
|  | 18 dezembro 2024  |                   |                   |                   | Gil Vicente        | Gil Vicente | Gil Vicente      | 0                |                  |                  |  |  |              |              |              |              |  |  |       |       |       |       |
|  |                   | Sporting          | Sporting          | Sporting          | 1                  |             |                  |                  |                  |                  |  |  |              |              |              |              |  |  |       |       |       |       |
|  | Sporting (a.p.)   | Sporting (a.p.)   | Sporting (a.p.)   | Sporting          | 1                  | 2           |                  |                  |                  |                  |  |  |              |              |              |              |  |  |       |       |       |       |
|  | Sporting (a.p.)   | Sporting (a.p.)   | Sporting (a.p.)   |                   | 3 e 22 abril 2025  | 2           |                  |                  |                  |                  |  |  |              |              |              |              |  |  |       |       |       |       |
|  | Santa Clara       | Santa Clara       | Santa Clara       | 1                 |                    |             |                  |                  |                  |                  |  |  |              |              |              |              |  |  |       |       |       |       |
|  | Santa Clara       | Santa Clara       | Santa Clara       | 1                 | Sporting           | 2           | 2                | 4                |                  |                  |  |  |              |              |              |              |  |  |       |       |       |       |
|  | 12 janeiro 2025   |                   |                   |                   | Sporting           | 2           | 2                | 4                |                  |                  |  |  |              |              |              |              |  |  |       |       |       |       |
|  |                   | Rio Ave           | 0                 | 1                 | 1                  |             |                  |                  |                  |                  |  |  |              |              |              |              |  |  |       |       |       |       |
|  | Casa Pia          | Casa Pia          | Casa Pia          | 1                 | 1                  | 1           |                  |                  |                  |                  |  |  |              |              |              |              |  |  |       |       |       |       |
|  | Casa Pia          | Casa Pia          | Casa Pia          | 6 fevereiro 2025  |                    | 1           |                  |                  |                  |                  |  |  |              |              |              |              |  |  |       |       |       |       |
|  | Rio Ave           | Rio Ave           | Rio Ave           | 3                 |                    |             |                  |                  |                  |                  |  |  |              |              |              |              |  |  |       |       |       |       |
|  | Rio Ave           | Rio Ave           | Rio Ave           | 3                 | Rio Ave            | Rio Ave     | Rio Ave          | 2                |                  |                  |  |  |              |              |              |              |  |  |       |       |       |       |
|  | 21 dezembro 2024  |                   |                   |                   | Rio Ave            | Rio Ave     | Rio Ave          | 2                |                  |                  |  |  |              |              |              |              |  |  |       |       |       |       |
|  |                   | S. João Ver       | S. João Ver       | S. João Ver       | 1                  |             |                  |                  |                  |                  |  |  |              |              |              |              |  |  |       |       |       |       |
|  | FC Oliv. Hospital | FC Oliv. Hospital | FC Oliv. Hospital | S. João Ver       | 1                  | 1           |                  |                  |                  |                  |  |  |              |              |              |              |  |  |       |       |       |       |
|  | FC Oliv. Hospital | FC Oliv. Hospital | FC Oliv. Hospital |                   | 25 maio 2025       | 1           |                  |                  |                  |                  |  |  |              |              |              |              |  |  |       |       |       |       |
|  | S. João de Ver    | S. João de Ver    | S. João de Ver    | 3                 |                    |             |                  |                  |                  |                  |  |  |              |              |              |              |  |  |       |       |       |       |
|  | S. João de Ver    | S. João de Ver    | S. João de Ver    | 3                 | Benfica            | Benfica     | Benfica          | 1                |                  |                  |  |  |              |              |              |              |  |  |       |       |       |       |
|  | 12 janeiro 2025   |                   |                   |                   | Benfica            | Benfica     | Benfica          | 1                |                  |                  |  |  |              |              |              |              |  |  |       |       |       |       |
|  |                   | Sporting          | Sporting          | Sporting          | 3                  |             |                  |                  |                  |                  |  |  |              |              |              |              |  |  |       |       |       |       |
|  | O Elvas           | O Elvas           | O Elvas           | Sporting          | 3                  | 2           |                  |                  |                  |                  |  |  |              |              |              |              |  |  |       |       |       |       |
|  | O Elvas           | O Elvas           | O Elvas           | 25 fevereiro 2025 |                    | 2           |                  |                  |                  |                  |  |  |              |              |              |              |  |  |       |       |       |       |
|  | Vitória SC        | Vitória SC        | Vitória SC        | 1                 |                    |             |                  |                  |                  |                  |  |  |              |              |              |              |  |  |       |       |       |       |
|  | Vitória SC        | Vitória SC        | Vitória SC        | 1                 | O Elvas            | O Elvas     | O Elvas          | 0                |                  |                  |  |  |              |              |              |              |  |  |       |       |       |       |
|  | 21 dezembro 2024  |                   |                   |                   | O Elvas            | O Elvas     | O Elvas          | 0                |                  |                  |  |  |              |              |              |              |  |  |       |       |       |       |
|  |                   | Tirsense          | Tirsense          | Tirsense          | 2                  |             |                  |                  |                  |                  |  |  |              |              |              |              |  |  |       |       |       |       |
|  | Tirsense          | Tirsense          | Tirsense          | Tirsense          | 2                  | 1           |                  |                  |                  |                  |  |  |              |              |              |              |  |  |       |       |       |       |
|  | Tirsense          | Tirsense          | Tirsense          |                   | 10 e 23 abril 2025 | 1           |                  |                  |                  |                  |  |  |              |              |              |              |  |  |       |       |       |       |
|  | Rebordosa         | Rebordosa         | Rebordosa         | 0                 |                    |             |                  |                  |                  |                  |  |  |              |              |              |              |  |  |       |       |       |       |
|  | Rebordosa         | Rebordosa         | Rebordosa         | 0                 | Tirsense           | 0           | 0                | 0                |                  |                  |  |  |              |              |              |              |  |  |       |       |       |       |
|  | 14 janeiro 2025   |                   |                   |                   | Tirsense           | 0           | 0                | 0                |                  |                  |  |  |              |              |              |              |  |  |       |       |       |       |
|  |                   | Benfica           | 5                 | 4                 | 9                  |             |                  |                  |                  |                  |  |  |              |              |              |              |  |  |       |       |       |       |
|  | Farense           | Farense           | Farense           | 4                 | 9                  | 1           |                  |                  |                  |                  |  |  |              |              |              |              |  |  |       |       |       |       |
|  | Farense           | Farense           | Farense           | 26 fevereiro 2025 |                    | 1           |                  |                  |                  |                  |  |  |              |              |              |              |  |  |       |       |       |       |
|  | Benfica           | Benfica           | Benfica           | 3                 |                    |             |                  |                  |                  |                  |  |  |              |              |              |              |  |  |       |       |       |       |
|  | Benfica           | Benfica           | Benfica           | 3                 | Benfica            | Benfica     | Benfica          | 1                |                  |                  |  |  |              |              |              |              |  |  |       |       |       |       |
|  | 15 janeiro 2025   |                   |                   |                   | Benfica            | Benfica     | Benfica          | 1                |                  |                  |  |  |              |              |              |              |  |  |       |       |       |       |
|  |                   | Braga             | Braga             | Braga             | 0                  |             |                  |                  |                  |                  |  |  |              |              |              |              |  |  |       |       |       |       |
|  | Braga             | Braga             | Braga             | Braga             | 0                  | 2           |                  |                  |                  |                  |  |  |              |              |              |              |  |  |       |       |       |       |
|  | Braga             | Braga             | Braga             |                   |                    |             |                  |                  |                  |                  |  |  |              |              |              |              |  |  |       |       |       |       |
|  | Lusit. Évora      | Lusit. Évora      | Lusit. Évora      | 1                 |                    |             |                  |                  |                  |                  |  |  |              |              |              |              |  |  |       |       |       |       |
|  | Lusit. Évora      | Lusit. Évora      | Lusit. Évora      | 1                 |                    |             |                  |                  |                  |                  |  |  |              |              |              |              |  |  |       |       |       |       |